# Apače, Galicija
Apače (nemško Abtei) so gručasta vas v občini Galicija na Avstrijskem Koroškem. Ležijo 710 mnm visoko na severnem podnožju Ojstrca (Obir 2139 mnm), okoli 20 km vzhodno od Borovelj in okoli 10 km zahodno od Miklavčevega. Dostop je možen po cesti Borovlje–Sele–Podkanja vas mimo Borovniškega zajezitvenega jezera, ki leži na potoku Borovnica.
Okoli 2 km južno od vasi pri kmetiji Razpotnik se odcepi stranska cesta proti vzhodu mimo kmetije Lesjak čez visoko severno stran Obirja v grapo Krtolovec (Wildensteiner Graben) z znamenitim Obirskim slapom (Weildensteiner Wasserfall), ki ga tvori Podkanjski potok.
| Št. preb. 2001 | Delež Slovencev 2001 | Delež Slovencev 1991 | Delež Slovencev 1971 | Delež Slovencev 1961 | Delež Slovencev 1951 |
| -------------- | -------------------- | -------------------- | -------------------- | -------------------- | -------------------- |
| 102            | 15,7 %               | 22,8 %               | 22,3 %               | 44,2 %               | 86,2 %               |

## SKlici
1. ↑  »Bevölkerung am 1.1.2024 nach Ortschaften (Gebietsstand 1.1.2024)« (ODS). Statistik Austria.